# Perforaatje
Het perforaatje (Lophomma punctatum) is een spinnensoort in de taxonomische indeling van de hangmatspinnen (Linyphiidae).
Het dier komt uit het geslacht Lophomma. Lophomma punctatum werd in 1841 beschreven door John Blackwall.